# 소비자24
소비자24(舊 행복드림 열린소비자포털)는 95개 부처·공공기관이 참여하고 공정거래위원회가 대표로 운영하는 소비자 종합지원 서비스 사이트이다.
정부, 공공, 민간 기관에 분산된 각종 상품·제품 리콜 정보, 비교 정보를 제공한다. 또한 피해구제기관에 대한 종합신청창구를 마련하였다.
대한민국 공정거래위원회는 2016년 1월 소비자 종합지원시스템 구축 기본계획을 수립하고 2016년 12월 1단계 연계대상인 33개 기관과의 연계를 통해 시스템 구축을 완료하였고, 2017년 12월까지 2단계 연계대상인 62개 기관과의 연계를 완료하여 2018년 5월에 정식 서비스를 개시하였으며 현재까지 운영 중이다.

## 연혁
- 2016년 12월 : 1단계 시스템 구축(7개 상품/안전정보 제공기관과 26개 피해구제기관이 참여)
- 2017년 3월 : 정식 서비스 개시(1단계)
- 2017년 12월 : 2단계 시스템 구축(19개 상품/안전정보 제공기관과 43개 피해구제기관이 참여)
- 2018년 5월 1일 : 정식 서비스 개시(2단계)
- 2021년 6월 22일 : 브랜드명 소비자24 개편
- 2022년 12월 22일 : 소비자24 챗봇 서비스 도입

## 주요 기능

### 소개
소비자24는 공정거래위원회에서 운영하는 공신력 있는 정부 대표 소비자 포털로 주요 상품의 기본정보, 비교정보, 리콜정보 등 맞춤형 소비생활 정보와 피해구제 상담 및 신청기능을 제공한다. 상품안전정보, 소비자 정보, 상담 및 피해/분쟁 3개의 메뉴로 구성되어 있다.

### 상품·안전정보
- 상품·서비스 정보

상품의 기본정보와 금융상품정보, 의료기관정보, 여행사 보험 가입정보, 보육 정보 등 생활밀착형 서비스에 대한 정보를 제공한다.
- 안전정보

위해정보 처리 속보, 해외직구 위해 식품 정보 등의 안전정보는 물론 KC인증, 환경마크인증, 환경성적표지인증 등 각 인증기관에서 받은 인증정보를 소비자가 열람할 수 있도록 통합 제공한다.
- 국내·외 리콜 정보

26개 정부 부처 및 공공기관과 연계하여 국내 및 해외리콜 정보를 제공한다.
※ 소비자24 앱을 통해 제품 바코드를 스캔하면 해당 제품의 기본정보 및 리콜 여부 등을 확인 할 수 있다.
- 농·수·축산물의 생산, 도축, 가공 등 유통 이력 정보 : 모바일 앱에서 농·수·축산물의 바코드를 찍으면 생산·도축·가공 정보 등 유통 이력을 확인할 수 있다.
- 문자 알림 서비스 제공 : 비교 공감, 일반비교정보가 게시되었을 때 앱을 이용하는 소비자에게 문자와 Push 메시지를 발송하는 알림서비스를 제공한다.

### 소비자 정보
- 상품·서비스 비교정보 제공

비교 공감 : 정확한 시험 및 조사를 통해 한국소비자원과 소비자단체가 생산하는 제품·서비스 비교정보를 알 수 있다.
| 비교 공감 제목/요약                               | 생산기관                    | 게시일     |
| ------------------------------------------------- | --------------------------- | ---------- |
| [비교공감 제2023-19호] 소형 의류건조기            | 한국소비자원                | 2023-11-21 |
| [비교공감 제2023-18호] 일반세탁기용 액상 세탁세제 | 한국소비자원                | 2023-11-07 |
| [비교공감 제2023-17호] 김치냉장고                 | 한국소비자원                | 2023-10-31 |
| [비교공감 제2023-16호] 루테인 건강기능식품        | 한국소비자원                | 2023-10-17 |
| [비교공감 제2023-15호] 아웃도어 재킷              | 한국소비자원                | 2023-09-26 |
| [비교공감 제2023-14호] 휴대용 빔프로젝터          | 한국소비자원                | 2023-09-20 |
| [비교공감 제2023-13호] 일회용 생리대              | 한국소비자원                | 2023-09-13 |
| [비교공감 제2023-12호] 자동차용 선팅필름          | 한국소비자원                | 2023-08-22 |
| [비교공감 제2023-11호] 단백질 보충제              | 한국소비자원                | 2023-08-08 |
| [비교공감 제2023-10호] 캡슐커피머신               | 한국소비자원                | 2023-07-25 |
| [비교공감 제2023-09호] 샴푸바                     | 한국소비자원                | 2023-07-18 |
| [비교공감 제2023-08호] 편의점 도시락              | 한국소비자원                | 2023-06-28 |
| [비교공감 제2023-07호] 단백질바                   | 한국소비자연맹              | 2023-05-26 |
| [비교공감 제2023-06호] 밀크초콜릿                 | 대전충남소비자연맹          | 2023-05-16 |
| [비교공감 제2023-05호] 어린이용 킥보드            | 한국소비자원                | 2023-05-03 |
| [비교공감 제2023-04호] 요가매트                   | 대전충남소비자연맹          | 2023-03-29 |
| [비교공감 제2023-03호] 어린이 스포츠 안전모       | 한국소비자연맹              | 2023-02-22 |
| [비교공감 제2023-02호] 밴드형 신생아 기저귀       | 한국소비자원                | 2023-01-31 |
| [비교공감 제2023-01호] 핸드크림                   | 한국소비자원                | 2023-01-04 |
| [비교공감 제2022-22호] TV                         | 한국소비자원                | 2022-12-27 |
| [비교공감 제2022-21호] 요가팬츠                   | 한국소비자원                | 2022-12-05 |
| [비교공감 제2022-20호] 프랜차이즈 치킨            | 한국소비자원                | 2022-11-14 |
| [비교공감 제2022-19호] 욕실세정제                 | 한국소비자원                | 2022-11-03 |
| [비교공감 제2022-18호] 공기청정기                 | 한국소비자원                | 2022-10-25 |
| [비교공감 제2022-17호] 냉장고                     | 한국소비자원                | 2022-10-18 |
| [비교공감 제2022-16호] 의류용 중성세제            | 한국소비자원                | 2022-10-11 |
| [비교공감 제2022-15호] LED전구                    | 한국소비자원                | 2022-10-04 |
| [비교공감 제2022-14호] 무선주전자                 | 한국소비자원                | 2022-09-20 |
| [비교공감 제2022-13호] 오메가-3                   | 한국소비자원                | 2022-09-06 |
| [비교공감 제2022-12호] 즉석커피                   | 한국소비자원                | 2022-08-25 |
| [비교공감 제2022-11호] 스포츠 티셔츠              | 한국소비자원                | 2022-08-12 |
| [비교공감 제2022-10호] 스마트워치                 | 한국소비자원                | 2022-08-08 |
| [비교공감 제2022-9호] 화장실용 화장지             | 한국소비자원                | 2022-07-28 |
| [비교공감 제2022-8호] 가정용 선풍기               | 한국소비자원                | 2022-07-12 |
| [비교공감 제2022-7호] 핸디형 스팀다리미           | 한국여성소비자연합          | 2022-06-23 |
| [비교공감 제2022-6호] 밀키트                      | (사)소비자시민모임          | 2022-05-17 |
| [비교공감 제2022-5호] 냉동과일                    | 한국소비자연맹              | 2022-04-05 |
| [비교공감 제2022-4호] 워킹머신                    | 한국소비자원                | 2022-02-21 |
| [비교공감 제2022-3호] 극세사 이불                 | 사단법인 소비자공익네트워크 | 2022-01-25 |
| [비교공감 제2022-2호] 식기세척기 세제             | 한국소비자원                | 2022-02-07 |
| [비교공감 제2022-1호] 난방텐트                    | 한국소비자원                | 2022-01-11 |
| [비교공감 제2021-22호] 무선청소기                 | 한국소비자원                | 2021-12-27 |
| [비교공감 제2021-21호] 식기세척기                 | 한국소비자원                | 2021-12-15 |
| [비교공감 제2021-20호] 공기청정기                 | 한국소비자원                | 2021-12-06 |
| [비교공감 제2021-19호] 형광램프대체형 LED램프     | 한국소비자원                | 2021-11-18 |
| [비교공감 제2021-18호] 주방용 다목적 세정제       | 한국소비자원                | 2021-11-03 |

일반비교정보 : 국민 생활에 밀접한 상품들의 성능, 안전성 등에 대한 비교정보를 제공한다.
| 일반비교정보 제목/요약                                                           | 생산기관                    | 게시일     |
| -------------------------------------------------------------------------------- | --------------------------- | ---------- |
| 주요 브랜드 이외 공기청정기 전반적인 품질 개선 필요해요                          | 한국소비자원                | 2023-11-14 |
| 컴포트화, 발이 받는 압력과 착용 만족감에 차이 있어요                             | 한국소비자원                | 2023-10-26 |
| 이동통신 서비스 만족도 통화품질 높고 이용요금 낮아요                             | 한국소비자원                | 2023-10-16 |
| 햄버거 프랜차이즈 만족도, ‘주문과정’ 높고 ‘가격·부가혜택’ 낮아요                 | 한국소비자원                | 2023-09-20 |
| 휴대용 공기청정기, 공기 청정화능력 미흡한 제품 있어요                            | 대전충남소비자연맹          | 2023-06-26 |
| 염색샴푸, 안전 관리 및 염색 효과 등에 대한 기준 필요해요                         | (사)소비자시민모임          | 2023-06-22 |
| 스포츠용 마스크, 일부 제품 기본 품질이 미흡해요                                  | 서울YWCA                    | 2023-05-31 |
| 어린이 프로바이오틱스 유산균 수와 종류에서 제품별 차이 있어요                    | 한국소비자원                | 2023-05-23 |
| 아기욕조, 연령을 고려해 적합한 무게, 크기의 제품을 선택하세요                    | (사)소비자공익네트워크      | 2023-05-22 |
| 노트북 파우치 제품 표시사항 기준에 부적합해요                                    | (사)소비자공익네트워크      | 2023-05-19 |
| 알 타입 고체형 육수, 제품별 사용 및 보관방법을 준수해 주세요!                    | 한국소비자연맹 부산 경남    | 2023-05-15 |
| 멀티밤, 모든 제품 안전기준 충족했지만 일부 전성분 표시가 없는 제품 있어요        | 청주녹색소비자연대          | 2023-05-12 |
| 가정용 전기 튀김기 일부 제품 안전성에 문제 있어요                                | (사)한국소비자교육지원센터  | 2023-05-11 |
| 유아용 유기농 주스, 영양성분 확인 후 구매하세요                                  | 한국소비자연맹 부산 경남    | 2023-05-04 |
| 유아매트 모든 제품 안전하지만 충격흡수율 일부 차이있어요                         | 녹색소비자연대전국협의회    | 2023-05-03 |
| 유아버블클렌저, 일부 제품 알칼리성 높아 장시간 사용하면 피부자극 우려돼요        | 한국소비자연맹              | 2023-04-27 |
| 시중 유통·판매 중인 이유식 안전 기준에 적합해요                                  | 광주소비자연맹              | 2023-04-26 |
| 해외여행자보험, 보장은‘KB손보’넓고, 가격은‘하나손보’저렴해요                     | 금융소비자연맹              | 2023-04-19 |
| 에어컨 AS서비스 소비자 만족도, 업체마다 차이 있어요                              | (사)소비자와함께            | 2023-04-10 |
| 리사이클 나일론 백팩, 재활용 소재 증명 내용에 차이 있어요                        | 한국소비자원                | 2023-03-20 |
| 음식점의 58.8%, 매장 가격과 배달 시 가격이 달라                                  | 한국소비자원                | 2023-02-24 |
| 무선충전기, 제품 간 충전시간 상온에서 최대 2.4배 차이나                          | 한국소비자원                | 2023-02-08 |
| 프라이팬의 핵심 성능인 코팅 내구성, 제품 간 차이 있어요                          | 한국소비자원                | 2023-01-17 |
| 냉동볶음밥, 주요 영양성분이 한끼 식사로 다소 부족해요                            | 한국소비자원                | 2023-01-10 |
| 일부 아보카도 오일, 건강기능식품으로 오인할 우려 있어요!                         | 한국소비자원                | 2022-12-30 |
| 단백질보충제, 영양성분, 가격 비교 등 꼼꼼한 선택 필요해요                        | 서울YWCA                    | 2022-12-29 |
| 중고차 거래앱 만족도,'매물 다양성' 높고 '이용자 후기' 낮아요                     | 한국소비자원                | 2022-12-28 |
| 콜라겐, 제품별로 광고와 분자크기 차이 있어요!                                    | 한국소비자연맹              | 2022-12-21 |
| 다회용 키친타월 흡수성·내구성 등 주요품질에 차이 있어요                          | 한국소비자원                | 2022-12-14 |
| 손소독·손세정 티슈, 품질, 안전성 문제 없지만 일부 제품은 표시·광고 개선 필요해요 | 서울YWCA                    | 2022-12-09 |
| 「반려견 사료」, 유해물질, 영양성분표시, 제품표시사항 기준에 적합                | 사단법인 소비자공익네트워크 | 2022-11-29 |
| 요구르트, 제품별 당류 함량 3배까지 차이 있어요                                   | 한국소비자원                | 2022-09-28 |
| 스포츠 선글라스, 자외선 차단율은 모두 우수하나 가격차이 커요                     | 한국소비자원                | 2022-09-15 |
| 오디오북 서비스 만족도, ‘재생기능’ 높고 ‘가격’ 낮아                              | 한국소비자원                | 2022-09-05 |
| 여행용 캐리어, 시험대상 전 제품 내충격성 등 내구성 우수해                        | 한국소비자원                | 2022-08-25 |
| 중고거래앱 만족도, ‘거래물품’ 다양성 높고 ‘고객센터’ 신속응대 낮아요             | 한국소비자원                | 2022-08-23 |
| 라이브커머스 소비자 만족도, ‘주문 및 결제 과정’ 높고 ‘긍정감정’ 낮아             | 한국소비자원                | 2022-08-17 |
| 간편결제 서비스 만족도, ‘결제 편의성’ 높고 ‘혜택·부가서비스’ 낮아                | 한국소비자원                | 2022-08-10 |
| 잉크젯·레이저 프린터 해상도, 출력속도, 소음표시 제각각 소비자 혼란               | 한국소비자연맹              | 2022-08-09 |
| 커피전문점 소비자 만족도, ‘주문‧결제’ 높고, ‘가격‧서비스’ 낮아                   | 한국소비자원                | 2022-08-01 |
| 어린이용 치약, 불소함량 및 경제성 제품별로 차이 있어요                           | 대전충남소비자연맹          | 2022-07-12 |
| 밀크씨슬 경제성, 제품별로 차이 있어                                              | 대전충남소비자연맹          | 2022-06-30 |
| 소비량이 급증하는 즉석조리식품, 단위가격 표시 품목 지정해야해요                  | 한국소비자원                | 2022-06-28 |
| 식물성 대체육, 콜레스테롤이 없고 소고기 패티보다 단백질 많아                     | 한국소비자원                | 2022-06-09 |
| 유아용 일회용 기저귀의 흡수성능·사용감은 제품에 따라 차이 있어                   | 한국소비자원                | 2022-03-02 |
| 차량용 무선충전 거치대,고온에서 사용 시 충전속도 최대 2.8배 느려져               | 한국소비자원                | 2022-02-08 |
| 편의점 서비스 만족도 GS25·이마트24·CU가 상대적으로 높아                          | 한국소비자원                | 2021-12-30 |
| 이미용품, 리필스테이션에서 구매 시 최대 55.4% 저렴                               | 한국소비자원                | 2021-12-24 |
| 안마의자 렌탈서비스 소비자 만족도, 전반적으로 양호한 것으로 나타나               | 한국소비자원                | 2021-12-09 |
| 냉동만두, 피 두께·만두소 비율 등 제품별 차이 있어                                | 한국소비자원                | 2021-12-02 |

### 상담 및 피해/분쟁
- 자가진단 및 피해/분쟁 사례 제공

피해구제 신청 전 소비자분쟁해결기준에 근거하여 소비자 스스로 피해 내용을 진단해볼 수 있는 자가진단 기능 및 1372 상담센터 및 연계 피해구제기관의 피해/분쟁 관련 사례를 제공하여 피해구제 신청에 앞서 유사 사례를 검색해 볼 수 있다.
- 피해예방정보

| 피해예방정보 제목/요약                                                     | 생산기관         | 게시일     |
| -------------------------------------------------------------------------- | ---------------- | ---------- |
| 섬유제품심의위원회 세탁서비스 관련 분쟁 분석 결과                          | 한국소비자원     | 2023-11-23 |
| 연말 할인행사 기간 해외직구 피해 주의하세요!                               | 한국소비자원     | 2023-11-08 |
| 영화예매사이트 ‘시네마365’ 이용 주의하세요!                                | 한국소비자원     | 2023-11-02 |
| 유명 브랜드 가품 판매하는 해외 온라인쇼핑몰 시크타임 주의하세요            | 한국소비자원     | 2023-10-24 |
| 어르신들! 휴대폰(이동전화서비스) 계약하실 때 확인하세요                    | 한국소비자원     | 2023-09-22 |
| 추석 명절 항공권·택배·상품권 소비자피해 주의하세요                         | 한국소비자원     | 2023-09-19 |
| 건강식품 관련 소비자피해 전년 동기대비 48.7% 증가했어요                    | 한국소비자원     | 2023-09-07 |
| 내구제대출? 잘못하면 사기 당해요!                                          | 한국소비자원     | 2023-09-04 |
| 친환경 위장 표시·광고(그린워싱)에 주의하세요!                              | 공정거래위원회   | 2023-08-31 |
| 법정 인증제품, 온라인 쇼핑몰에서 인증정보 표시 강화 필요해요               | 한국소비자원     | 2023-08-29 |
| 치아교정, 좋은 교정 치과 선택이 중요합니다!                                | 한국소비자원     | 2023-08-25 |
| 재판매(리셀) 플랫폼, 이용자 20.5%는 불만·피해 경험 있어요                  | 한국소비자원     | 2023-08-21 |
| 냉기 나오지 않는 미니 에어컨 해외직구 주의하세요!                          | 한국소비자원     | 2023-08-17 |
| 글로벌 숙박 플랫폼 가격 표시에 숨은 ‘다크패턴’ 주의하세요                  | 한국소비자원     | 2023-08-10 |
| 주말·공휴일 등 영업시간외 항공권 구매시 유의하세요!                        | 한국소비자원     | 2023-08-04 |
| 여름 휴가철, 렌터카 이용 시 주의하세요                                     | 한국소비자원     | 2023-06-30 |
| 일본 원전 오염수 관련 확인되지 않은 정보를 이용한 광고 행위 주의           | 한국소비자원     | 2023-06-21 |
| 결혼준비대행서비스 소비자피해 전년 동기대비 40% 증가했어요!                | 한국소비자원     | 2023-06-12 |
| 카카오톡으로 판매하는 한방 다이어트 보조식품 구매 시 주의하세요            | 한국소비자원     | 2023-06-07 |
| 어르신들! 정수기 렌탈 계약하실 때 차근차근히 살펴보세요                    | 한국소비자원     | 2023-06-07 |
| ㈜플랜비알브이 ‘포드 리모르(RIMOR) 캠핑카’ 구매 주의하세요!                | 환경부           | 2023-05-26 |
| 환불 관련 불만 많은 비엣젯항공·에어아시아 이용 시 주의하세요!              | 한국소비자원     | 2023-05-26 |
| 유명브랜드 운동화 해외구매대행 쇼핑몰 배송·환급 지연 피해 주의하세요       | 한국소비자원     | 2023-05-11 |
| 코로나19 방역 완화 이후 국외여행 관련 국제거래 상담 급증했어요             | 한국소비자원     | 2023-05-03 |
| 한국소비자원을 사칭한 위조 공문 주의하세요!                                | 한국소비자원     | 2023-04-27 |
| 진료비 선납 후 계약해지 시 잔액 환급 거부‧과다 공제 피해 증가              | 한국소비자원     | 2023-04-27 |
| 키위닷컴에서 항공권 구입 시 주의하세요! 취소·환불 관련 소비자 불만 증가    | 한국소비자원     | 2023-04-25 |
| 명품구매대행 쇼핑몰 ‘에스디컬렉션’ 소비자 피해 주의하세요                  | 한국소비자원     | 2023-04-18 |
| 실손보험금 미지급 피해구제 신청 3건 중 1건 백내장 수술 관련이에요          | 한국소비자원     | 2023-04-18 |
| 가구점 ‘원갤러리’ 배송·환급 지연으로 인한 피해 주의하세요                  | 한국소비자원     | 2023-04-13 |
| 간병인 구하시나요? 간병인 중개서비스 계약 시 확인하세요                    | 공정거래위원회   | 2023-04-06 |
| 내구제 대출? 잘못하면 사기 당해요!                                         | 한국소비자원     | 2023-04-05 |
| ‘슬램덩크’ 가품 ‘굿즈’ 판매하는 해외쇼핑몰 주의하세요                      | 한국소비자원     | 2023-03-27 |
| 숙박예약 플랫폼, 상위에 노출되는 상당수가 광고 상품이에요                  | 한국소비자원     | 2023-03-27 |
| 고령자 현혹 식품 고가 판매 조심!                                           | 식품의약품안전처 | 2023-03-17 |
| 사칭 전화·문자에 주의하세요!                                               | 공정거래위원회   | 2023-03-16 |
| K-POP 팬의 52.7%가 굿즈 수집을 위해 음반을 구매해요                        | 한국소비자원     | 2023-03-13 |
| 해외 사기의심 사이트 피해 4배 증가! 소비자 주의 필요해요                   | 한국소비자원     | 2023-03-10 |
| 한국소비자원 사칭 유사투자자문서비스 피해보상 연락 주의하세요!             | 한국소비자원     | 2023-02-27 |
| 온라인으로 구입한 가구‘품질’ 관련 불만 많아요!                             | 한국소비자원     | 2023-02-16 |
| 투어2000((주)투어이천)의 일방적 여행계약해제로 인한 피해 주의하세요        | 한국소비자원     | 2023-02-08 |
| 【국제거래 피해예방】 사기의심사이트                                       | 한국소비자원     | 2023-02-01 |
| 【국제거래 피해예방】 해외구매대행 소비자편                                | 한국소비자원     | 2023-02-01 |
| 【국제거래 피해예방】 해외직구 의류신발편                                  | 한국소비자원     | 2023-02-01 |
| 【국제거래 피해예방】 해외직구 항공권편                                    | 한국소비자원     | 2023-02-01 |
| 설 명절 항공권, 택배, 상품권 소비자피해 주의하세요                         | 한국소비자원     | 2023-01-16 |
| 물품형 모바일 상품권, 절반 이상이 유효기간 3개월이에요                     | 한국소비자원     | 2023-01-10 |
| 온라인쇼핑몰 ‘엄마가게(맘앤마트)’ 소비자피해 주의하세요!                   | 한국소비자원     | 2023-01-06 |
| 인터넷 쇼핑몰 ‘뷰티히어로’ 배송·환급 지연 소비자피해 주의하세요!           | 한국소비자원     | 2022-12-21 |
| 상조 서비스 알림이 7편. 선불식 할부거래 제대로 알자! 결합상품편            | 공정거래위원회   | 2022-12-15 |
| 한국소비자원 사칭 문자메시지 주의하세요!                                   | 한국소비자원     | 2022-12-15 |
| 상조 서비스 알림이 6편. 선불식 할부거래 제대로 알자! 가정의례상품편        | 공정거래위원회   | 2022-12-08 |
| 상조 서비스 알림이 5편. 선불식 할부거래 제대로 알자! 여행상품편            | 공정거래위원회   | 2022-12-02 |
| 소비자 46.6% 키오스크 이용 중 불편·피해 경험있어요                         | 한국소비자원     | 2022-11-25 |
| 상조 서비스 알림이 4편. 선불식 여행상품 거래 규제 어떻게 바뀌나요?         | 공정거래위원회   | 2022-11-18 |
| 해외 브랜드 노트북 A/S 관련 피해 주의하세요!                               | 한국소비자원     | 2022-11-10 |
| 상조 서비스 알림이 3편. 꼭 알아둡시다! '내상조 그대로'제도                 | 공정거래위원회   | 2022-11-08 |
| 「신속·공정한 의료 피해구제」 소책자 및 스마트 브로셔                      | 한국소비자원     | 2022-11-03 |
| 상조 서비스 알림이 2편. 상조 회사 폐업, 이럴 때 어떡하죠?                  | 공정거래위원회   | 2022-11-01 |
| 아파트 성능 인증제도에 대한 소비자의 인지도 낮아 표시 활성화가 필요해요    | 한국소비자원     | 2022-10-26 |
| 상조 서비스 알림이 1편. 상조 서비스, 제대로 알아보고 가입하자!             | 공정거래위원회   | 2022-10-24 |
| 【소비문제 해결사】 개미투자자 울리는 주식리딩방, 유사투자자문 조심!       | 한국소비자원     | 2022-10-24 |
| 소비자를 유인해 대금만 가로챈 온라인 쇼핑몰 ‘사크라스트라다’가 폐쇄됐어요! | 공정거래위원회   | 2022-10-20 |
| 중고차 구입 시 침수 흔적 철저히 확인하세요!                                | 한국소비자원     | 2022-09-02 |
| 추석 명절 택배, 상품권 소비자피해 주의하세요!                              | 한국소비자원     | 2022-08-31 |
| 명품 플랫폼, 청약철회 제한으로 소비자 불만 많아요                          | 한국소비자원     | 2022-08-12 |
| 이동통신 부가서비스, 가입 시 소비자 동의 절차 및 요금 고지 강화 필요해요   | 한국소비자원     | 2022-08-05 |
| 렌터카 해지 위약금 및 사고 관련 피해 주의하세요!                           | 한국소비자원     | 2022-07-27 |
| 가정용 의료기기 구입 시 제품정보와 계약내용 신중하게 확인하세요            | 한국소비자원     | 2022-07-11 |
| 미용서비스 받기 전 서비스 내용 충분히 확인하고 입증자료 남겨야해요         | 한국소비자원     | 2022-07-07 |
| 중고거래 플랫폼 내 거래불가품목이 많이 유통되어 주의가 필요해요!           | 한국소비자원     | 2022-07-06 |
| 2021년 유사투자자문서비스 소비자피해 두 배 가까이 급증했어요               | 한국소비자원     | 2022-07-05 |
| 헬스장·PT, 계약 및 이용연기 관련 소비자피해가 증가했어요                   | 한국소비자원     | 2022-06-27 |
| 미용·성형의료서비스, 계약 해지 분쟁 58.1%로 가장 많아요                    | 한국소비자원     | 2022-06-15 |
| 폐업 상조회사 관련 불법 영업행위 주의하세요!                               | 공정거래위원회   | 2022-06-02 |
| 실손의료보험금 미지급 관련 소비자피해 지속 증가하고 있어요                 | 한국소비자원     | 2022-05-12 |
| 시기별로 피해 품목이 달라지는 해외직구 사기 의심 사이트 조심하세요!        | 한국소비자원     | 2022-04-28 |
| 특정 이메일 주소를 사용하는 사기의심 사이트 주의하세요                     | 한국소비자원     | 2022-04-18 |
| 중고차 시장, 허위·미끼 매물 규제 강화 등 거래 전반 개선 필요해요           | 한국소비자원     | 2022-04-15 |
| 캠핑장 계약 취소 시 위약금 과다 청구로 소비자불만 많아요                   | 한국소비자원     | 2022-03-24 |
| 소비자가 이해하기 어려운 반려동물 사료 표시사항 개선해야해요               | 한국소비자원     | 2022-02-16 |
| 상조회사가 폐업했다면?                                                     | 공정거래위원회   | 2022-02-07 |
| SNS 부당광고 모니터링 및 실태조사 결과 발표                                | 공정거래위원회   | 2022-02-03 |
| “설 명절 택배, 상품권 소비자피해 주의하세요”                               | 한국소비자원     | 2022-01-19 |
| 현대자동차(주)·기아(주) "순정부품 안 쓰면 고장" 거짓·허위 광고입니다!      | 공정거래위원회   | 2022-01-13 |
| 의류손상 방지를 위해 알아야 할 의류관리기 사용법                           | 한국소비자원     | 2021-12-31 |
| 커넥티드카 서비스 통신 장애 시 손해배상 기준 미흡해                        | 한국소비자원     | 2021-12-29 |
| 아파트 옵션 계약 시 내용 구체화하고 이행 여부 꼼꼼히 확인해야              | 한국소비자원     | 2021-12-16 |

- 피해구제 신청 창구의 통합 제공

전자 상거래, 금융, 의료 등 분야별로 상담 및 피해구제를 신청할 수 있도록 피해구제기관 안내 및 신청 창구를 제공하며, 신청결과를 문자메시지로 안내한다. 또한, 각 구제기관이 피해 조사 및 조정 절차를 진행하는 동안 소비자는 진행 상황과 결과를 동 포털에서 확인할 수 있다.

## 범용성
소비자24는 반응형 웹 기반의 서비스로 윈도우즈는 물론 Android, iOS 등 다양한 운영체제(OS)를 지원하며 크롬, 인터넷 익스플로러, 사파리 브라우저 등 여러 인터넷 환경을 지원하고 있다.